# Brasão de Santos
O Brasão de Santos é o símbolo de Santos, município do estado de São Paulo, Brasil.
O símbolo se faz presente também na Bandeira de Santos. Foi desenhado por Benedito Calixto em 1920, que à época havia realizado também dois ensaios de mapas da cidade e algumas notas de astronomia, sob as leis promulgadas durante a prefeitura de Joaquim Montenegro.
Em 2004, o brasão foi alterado após 84 anos de ortodoxia, fruto de uma observação de três pesquisadores da cidade, conhecedores da heráldica. Para Jaime Mesquita Caldas, Antônio Ernesto Papa e Wilma Terezinha, os símbolos do brasão antigo representavam Santos como uma aldeia e não como uma cidade e como um local colonizado pelos franceses e não pelos portugueses. A releitura do design foi feita, com base nas informações da historiadora Wilma Terezinha, pelo publicitário Adalberto Nascimento dos Santos, então coordenador de marketing na Secretaria Municipal de Comunicação Social, da Prefeitura de Santos. As modificações mais curiosas nos símbolos são: o brasão antigo ostentava três torres, enquanto que agora possui oito, para representar a importância da cidade; o antigo escudo possuía um bico que representava a colonização pela França, mas agora o novo formato é arredondado para indicar a colonização por Portugal.
O brasão representa traços tradicionais e culturais da cidade. O escudo ostenta, por exemplo, ramos de café, afirmando a posição de Santos "como o maior escoadouro de produção cafeeira do Estado, base de seu comércio e riqueza." Também está enraizado com a mitologia clássica. O caduceu de cor dourada, presente no centro do brasão, era a vara mágica com que Apolo presenteou Mercúrio, o mensageiro dos deuses, sobre a qual "se enroscam duas serpentes que simbolizam a prudência". É um símbolo do comércio, representando o Porto de Santos, enquanto que a fita verde-amarela representa as autoridades e os patriotas da Independência do Brasil, homenageando, principalmente, o conterrâneo José Bonifácio. Força, resistência e emancipação é o que representam a coroa mural colocada em cima do escudo, enquanto que as portas das torres aludem ao "caráter hospitaleiro dos santistas".
O brasão de armas de Santos possui gravado a frase em latim "Patriam Charitatem et Libertatem Docui", que quer dizer "Á Pátria Ensinei a Caridade e a Liberdade". A frase é cunhado pelo historiador Afonso d’Escragnolle Taunay, que nasceu em Santa Catarina mas foi diretor do Museu Paulista e um grande memorista de Santos. Taunay também foi integrante do movimento favorável à construção do Monumento dos Andradas, na Praça da Independência, inaugurado em 1922 em homenagem ao centenário da Independência.

## Erro de confecção
O brasão de Santos possui um erro comum na heráldica municipal (também denominada "civil") brasileira, que é a representação incorreta da peça conhecida como "coroa-mural" (a peça de cinco torres logo acima do escudo).
O erro está na utilização da cor vermelha (goles) nas portas das torres, em detrimento do correto, que seria a cor preta (sable). Não se utiliza de forma alguma cor vermelha como a que está representada no atual desenho. É uma simples "licença artística", adotada, sugerindo portas abertas, sinal de espírito acolhedor do cidadão do município. Nem mesmo essa orientação é correta, pois a representação de portas abertas em heráldica é a cor branca, e não a vermelha.
Na peça coroa-mural somente é utilizado o preto, símbolo de portas "fechadas". Nenhuma outra cor é correta, valendo tal orientação para qualquer outro município brasileiro.